# Norbert W. Schlinkert

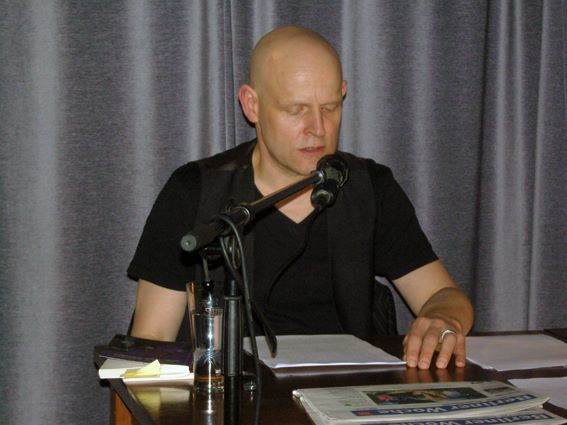
Norbert W. Schlinkert bei einer Lesung in der Brotfabrik (Berlin) im Mai 2016

Norbert Wilhelm Schlinkert (* 1964 in Schwerte) ist ein deutscher Schriftsteller und Kulturwissenschaftler.

## Leben
Schlinkert wuchs in Hagen und Schwerte auf. Nach dem Realschulabschluss, einer Tischlerlehre und anschließendem Zivildienst erwarb er das Abitur auf dem Westfalen-Kolleg Dortmund. In Berlin studierte er von 1999 an Kulturwissenschaft / Ästhetik und Theaterwissenschaft / Kulturelle Kommunikation an der Humboldt-Universität, wo er 2009 mit einer kulturwissenschaftlichen Arbeit zur Entstehung und Entwicklung des poetischen Ichs promoviert wurde. Norbert W. Schlinkert ist Mitgründer des PEN Berlin.

## Veröffentlichungen
Belletristik
- Die Hoffnung stirbt immer am schönsten. Arbeitsjournal. Herausgegeben und mit einem Vorwort versehen von Arnold Maxwill. Nyland Dokumente 24. Literarische Blogs Band 1. Aisthesis, Bielefeld 2022, ISBN 978-3-8498-1841-8.
- Tauge/Nichts. Erzählender Essay. Mit einem Nachwort von Martin A. Völker. edition taberna kritika (etkbooks), Bern 2020, ISBN 978-3-905846-56-0.
- Kein Mensch scheint ertrunken. Eine Arabeske. edition taberna kritika (etkbooks), Bern 2016, ISBN 978-3-905846-38-6.
- Stadt, Angst, Schweigen. Heraklitischer Fließtext. Elsinor Verlag, Coesfeld 2015, ISBN 978-3-942788-29-8.
- story banal. bruno-dorn-verlag, Berlin 1998, ISBN 3-9804285-6-7.

Wissenschaft
- Das sich selbst erhellende Bewußtsein als poetisches Ich. Von Adam Bernd zu Karl Philipp Moritz, von Jean Paul zu Sören Kierkegaard. Eine hermeneutisch-phänomenologische Untersuchung (= Aufklärung und Moderne. Herausgegeben von Brunhilde Wehinger und Günther Lottes. Band 23). Wehrhahn, Hannover 2011, ISBN 978-3-86525-152-7 (Dissertation).
- Wanderer in Absurdistan: Novalis, Nietzsche, Beckett, Bernhard und der ganze Rest. Eine Untersuchung zur Erscheinung des Absurden in Prosa. Königshausen & Neumann, Würzburg 2005, ISBN 978-3-8260-3185-4.

Veröffentlichungen (Auswahl)
- Jeder Pfirsich (ein Versuch). In: Stefan Höppner, Arnold Maxwill (Hrsg.): Literatur in Westfalen. Beiträge zur Forschung. Band 21, Aisthesis, Bielefeld 2025, ISBN 978-3-8498-2104-3, S. 407–410.
- Sechs Gedichte. In: perspektive. Doppelnummer 110/111, Graz 2022, ISSN 1021-9242, S. 175–177.
- Heimat – eine Zerstreuung. In: Matthias Engels, Thomas Kade, Thorsten Trelenberg (Hrsg.): all over heimat. Anthologie. Lehrensteinsfeld 2019, ISBN 978-3-942181-89-1, S. 360 f.
- Loch’n’Schlauch. In: SIC. Nr. 6. Aachen, Berlin 2017, ISSN 1021-9242, S. 39.
- Heinrich Schirmbecks Roman Ärgert dich dein rechtes Auge im Blick der Vergangenheit und Zukunft. In: Walter Gödden, Arnold Maxwill (Hrsg.): Literatur in Westfalen. Beiträge zur Forschung. Band 15, Aisthesis, Bielefeld 2017, ISBN 978-3-8498-1183-9, S. 357–368.
- … zur hälfte programmiert, zur hälfte so gelaufen … Hartmut Abendscheins „nicht begonnenes fortsetzen“. Nachwort in: Hartmut Abendschein: nicht begonnenes fortsetzen. Text, Kontur, Schatten. edition taberna kritika, Bern 2017, ISBN 978-3-905846-43-0, S. 83–90.
- Der Comte de Buffon: Naturwissenschaftler, Literat und radikaler Aufklärer des Ancien Régime. In: Friederike Rupprecht (Hrsg.): Lesezeiten. Die Bibliothek im Kloster Stift zum Heiligengrabe von 1600 bis 1900. Lukas Verlag, Berlin 2011, ISBN 978-3-86732-110-5, S. 54–63.
- Das Wannenbad. In: SIC. Nr. 4. Aachen, Berlin, Zürich 2009, ISSN 1860-6156, S. 56–59.

## Auszeichnungen
- Aufenthaltsstipendium 2010[2] und 2017[3] im Künstlerdorf Schöppingen.